# Hillhouse Capital Group
Hillhouse Capital Group (高瓴资本, «Хиллхаус Кэпитал Груп») — китайская финансовая компания, специализирующаяся на частных и венчурных инвестициях в активы по всему миру. Контрольный пакет акций Hillhouse Capital Group принадлежит миллиардеру Лэю Чжану. Главные офисы компании расположены в Гонконге, Пекине и Сингапуре.
Hillhouse Capital Group выступала венчурным инвестором таких фирм, как Tencent, JD.com, Baidu, Zoom, Airbnb и Uber. Входит в тройку крупнейших хедж-фондов Азии.

## История
Компания основана в 2005 году китайским предпринимателем Чжан Лэем на средства, полученные от фонда Йельского университета, который в то время возглавлял Дэвид Свенсен. Первой инвестицией Лэя была интернет-компания Tencent, развивавшая свои социальные сети, затем последовала платформа интернет-коммерции JD.com.
В 2015 году Hillhouse Capital инвестировала около 1 млрд долл. в Uber; в 2017 году в составе консорциума выкупила за 11,6 млрд долларов сингапурскую компанию GLP — крупнейшего в Азии оператора логистических центров и складов. Кроме того, летом 2017 года Hillhouse Capital приобрела за 6,8 млрд долларов обувную компанию Belle International. По состоянию на осень 2018 года Hillhouse Capital управляла инвестиционным портфелем общей стоимостью более 50 млрд долларов.
Осенью 2018 года Hillhouse Capital и Tencent инвестировали 145 млн долларов в сеть магазинов потребительских товаров Miniso (Гуанчжоу). В конце 2020 года Hillhouse Capital приобрела за 2,4 млрд долл. пакет акций китайского производителя кремния LONGi. Весной 2021 года Hillhouse Capital приобрела бизнес по производству бытовой техники нидерландской корпорации Philips за 3,7 млрд евро.

## Крупнейшие активы
Hillhouse Capital Group управляет несколькими фондами частных инвестиций. Главными инвесторами в его фонды являются университетские эндаументы (в том числе фонды Стэнфордского, Принстонского, Йельского, Пенсильванского, Техасского университетов и Массачусетского технологического института), суверенные фонды, пенсионные фонды и семейные офисы.
Основные направления инвестиций Hillhouse Capital Group — недвижимость, информационные технологии (в том числе электронная торговля и агрегаторы такси), здравоохранение, розничная торговля (сети гипермаркетов и супермаркетов, сети магазинов обуви, аксессуаров, косметики и игрушек), бытовая техника, органические продукты и другие потребительские товары, финансовые услуги; основные регионы — материковый Китай, Сингапур, Индонезия, США, Великобритания.
- Интернет-холдинг Tencent
- Холдинг электронной коммерции JD.com
- Видеохостинг iQIYI
- Онлайн-брокер недвижимости KE Holdings
- Агрегатор такси DiDi
- Сеть обувных магазинов Belle International
- Сеть магазинов фиксированной цены Miniso
- Производитель моющих средств Blue Moon
- Логистический оператор GLP
- Оператор недвижимости JD Property
- Производитель органических продуктов Little Freddie
- Подразделение бытовой техники Philips
- Производитель электромобилей XPeng
- Сеть клиник Майо в Китае
- Сеть кофеен Peet's Coffee в Китае
- Сеть чайных магазинов Heytea в Китае